# Hrdějovice
Hrdějovice (deutsch Hartowitz) ist eine Gemeinde in Südböhmen in Tschechien. Sie grenzt an die Stadt Budweis und befindet sich fünf Kilometer nördlich vom Stadtzentrum dieser.

## Geographie
Im Westen wird Hrdějovice von der Moldau abgegrenzt. An Hrdějovice grenzen Hosín im Norden, Borek u Českých Budějovic im Nordosten, Úsilné im Südosten, Budweis im Süden und Hluboká nad Vltavou im Westen. Durch Hrdějovice verläuft die Bahnstrecke České Budějovice–Veselí nad Lužnicí.

## Geschichte

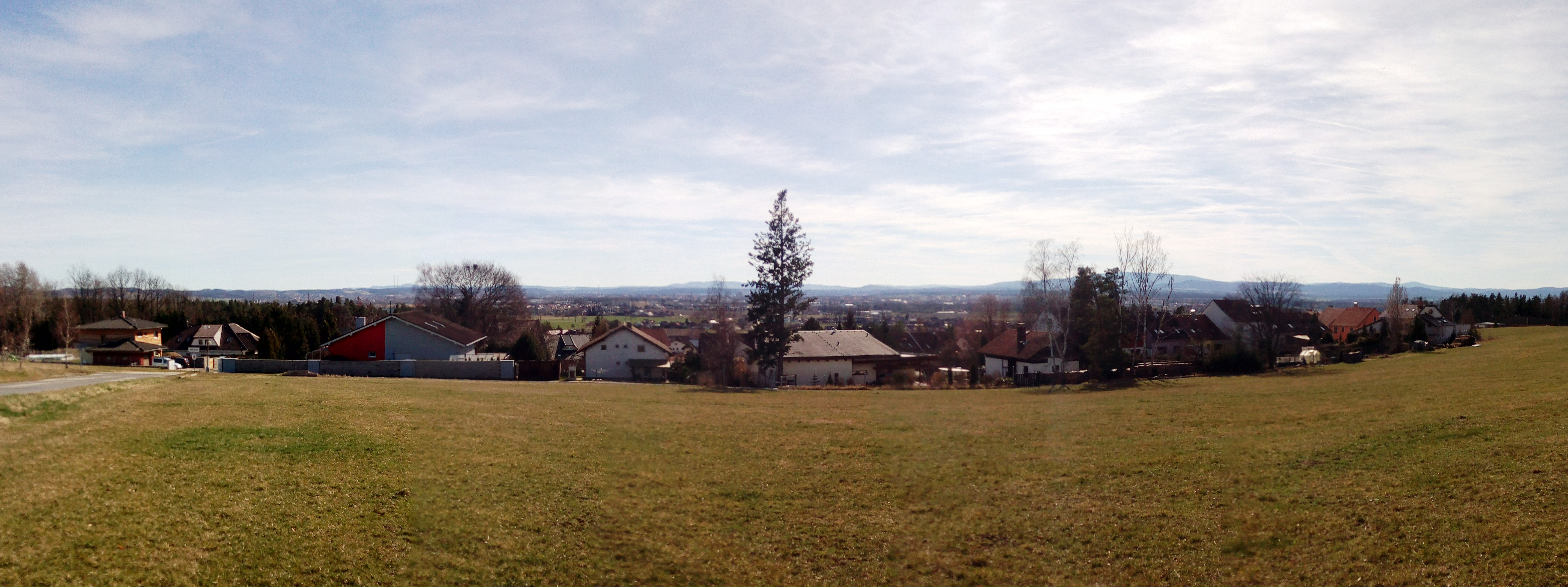
Panorama Hrdějovice

1350 wurde der Ort erstmals urkundlich erwähnt. Demnach hat Bušek, Pfarrer von Budweis, am 16. Oktober 1350 das Pfarrhaus seinen Untergebenen verkauft. Der Ortsteil Opatovice wird 1378 erstmals erwähnt. Die Gemeinde gehörte zum Bezirk Budweis.

## Wappen
Beschreibung: In Silber und Blau gespalten, eine Rose mit Butzen in verwechselten Farben von Rot und Gold gespalten. Darüber schwebt eine goldene Blattkrone.

## Ortsteile
Die Gemeinde Hrdějovice besteht aus den Ortsteilen Hrdějovice und Opatovice (Opatowitz).  Zu Hrdějovice gehören außerdem die Wohnplätze Nová Obora, Těšín und Trägerův Dvůr.

## Bevölkerungsentwicklung
| Jahr      | 1869 | 1880 | 1890 | 1900 | 1910 | 1921 | 1930 | 1950 | 1961 | 1970 | 1980 | 1991 | 2001 | 2011 | 2021 |
| --------- | ---- | ---- | ---- | ---- | ---- | ---- | ---- | ---- | ---- | ---- | ---- | ---- | ---- | ---- | ---- |
| Einwohner | 441  | 476  | 522  | 747  | 900  | 1002 | 1302 | 913  | 771  | 692  | 800  | 945  | 1478 | 1577 | 1485 |

## Sehenswürdigkeiten
- Wallfahrtskapelle der Madonna von Lourdes in Těšín, erbaut 1889 an einer heilkräftigen Quelle
- Dorfplatz von Opatovice, das Ensemble von Gehöften im südböhmischen Bauernbarockstil ist als dörfliche Denkmalszone geschützt
- Ehemaliges Kaolinbergwerk Orty bei Těšín
- Barocke Kapelle der Jungfrau Maria auf dem Dorfplatz von Hrdějovice, erbaut in der Mitte des 18. Jahrhunderts
- Nischenkapelle des hl. Rochus aus dem 18. Jahrhundert in Hrdějovice
- Gedenkstein für die Gefallenen des Ersten Weltkrieges auf dem Dorfplatz von Hrdějovice
- Kapelle der hl. Dreifaltigkeit auf dem Dorfplatz von Opatovice, erbaut 1863
- Gedenkstein an den Flugzeugabsturz vom 18. Juli 1924, bei dem zwei Militärpiloten starben; westlich des Dorfes an der Bahnstrecke České Budějovice–Plzeň

## Söhne und Töchter der Gemeinde
- Mates Aleš Ungar  (1622 – 1701), Abt des Klosters Goldenkron
- Matyáš Blažek (1844–1896), Schriftsteller und Übersetzer
- František Mareš (1857 in Opatovice–1942 in Frauenberg), tschechischer Nationaldemokrat, später faschistisch orientierter Politiker, Physiologe und Philosoph